# Tuinbouwschooltuin Frederiksoord
De Tuinbouwschooltuin Frederiksoord is de tuin van de voormalige Gerard Adriaan van Swieten Tuinbouwschool.

## Geschiedenis

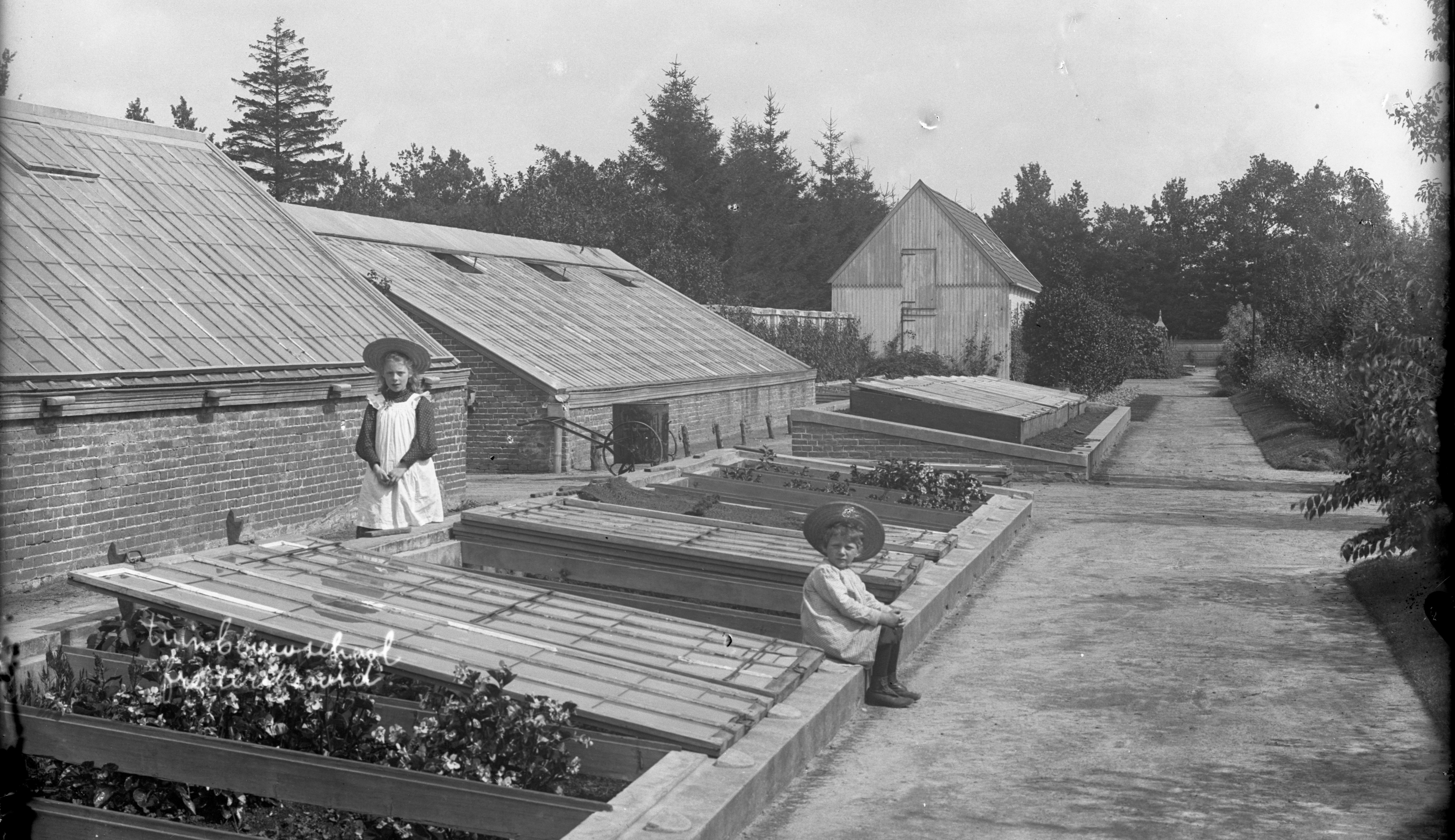

De oudste tuinbouwschool van Nederland werd opgericht in 1884 door de Maatschappij van Weldadigheid en mogelijk gemaakt door donaties van de oud-militair F.H.C. van Swieten. De school kreeg de naam Gerard Adriaan van Swieten Tuinbouwschool, ter nagedachtenis aan de zoon de weldoener die op 21-jarige leeftijd overleed.
Praktijkonderwijs stond op de school centraal en het doel was in eerste instantie om de zonen van degenen die in de koloniën van de Maatschappij van Weldadigheid waren geplaatst een gedegen vakopleiding te geven. Tuinbouwscholen waren aanvankelijk alleen toegankelijk voor jongens. De eerste tuinbouwschool voor meisjes werd in 1907 geopend in Rijswijk (Zuid-Holland). 
Leerlingen werden opgeleid tot fruittelers, hoveniers, bloemisten en tuinarchitecten. De school sloot in 2005  bij een fusie, het onderwijs werd toen verplaatst naar het agrarisch opleidingscentrum (AOC) te Meppel.
De hele streek was betrokken bij de tuinbouwschool, niet alleen omdat de leerlingen in de kost gingen in het dorp, maar er werd in 1890 ook een Floralia-vereniging  opgericht. Stekjes, zaden en planten werden kosteloos uitgedeeld aan bewoners om te worden opgekweekt voor een tentoonstelling die jaarlijks plaatsvond in de schooltuin. Het latere bloemencorso Frederiksoord is hieruit voortgevloeid.

### Sortimentstuin
Deze oudste tuinbouwschooltuin van Nederland is zeven hectare groot, het is een zogenoemde sortimentstuin; oftewel een tuin met veel soorten. Er zijn hier meer dan 400 verschillende boom- en heestersoorten te vinden. In een sortimentstuin ligt de nadruk niet zozeer op perken en/of seizoenen, maar gaat het vooral om het educatieve aspect. Het doel is de gelegenheid te geven veel soortenkennis op te doen. Het gebied is daarom op een logische en duidelijke manier in verschillende secties opgedeeld. Men hield hierbij de strakke lijnen aan die ook een kenmerk zijn van de wegen en aanleg in de Koloniën van Weldadigheid.
In het arboretum staan de meeste loofbomen, met soorten uit de hele wereld. Hier vindt men bijvoorbeeld een verzameling van verschillende soorten essen, kastanjes en eiken. De katjesdragende bomen vormen samen de 'Katjes-allee', de bloeiwijze van de verschillende wilgenfamilie kunnen zo met elkaar worden vergeleken en met bijvoorbeeld de katjes van de berk.
De dennen en andere coniferen bevinden zich in het pinetum. Er staat een monumentale sequoia en nog zo'n tachtig andere soorten naaldbomen. Andere sectie zijn een stinsenbos, een perenallee, een kwekerij, vakken met vaste planten, wilde planten en kruiden.

### Plantenkennis
Kennis van taxonomie en nomenclatuur waren een belangrijke leidraad bij het aanleggen van de tuinen - ze waren bedoeld om te helpen een brede soortenkennis op te bouwen. De school stond daarom ook bekend om de grote plantenkennis die er aanwezig was.

### Praktijkonderwijs
Niet alleen het leren van soorten, groei, bloesem, bodem enz. was belangrijk. Ook het praktijkonderwijs was van essentieel belang voor de toekomstige fruittelers, kwekers, bloemisten en tuinarchitecten om zo een vak onder de knie te krijgen.
De leerlingen leerden alles van het tekenen van een ontwerp tot aanleg en onderhoud. Ze kregen onder leiding van tuindocenten een gedegen praktijkopleiding en leerden spitten, zaaien, kweken, telen, oogsten, snoeien, enten enz. De tuinen werden hierdoor ook zeer goed onderhouden en trokken duizenden bezoekers. Er kwamen verschillende kassencomplexen op het gebied. Anno 2021 zijn de tuinen in verwilderde staat, en het doel voor de toekomst is om een meer onderhoudsvrije tuin te realiseren.

### Thema's

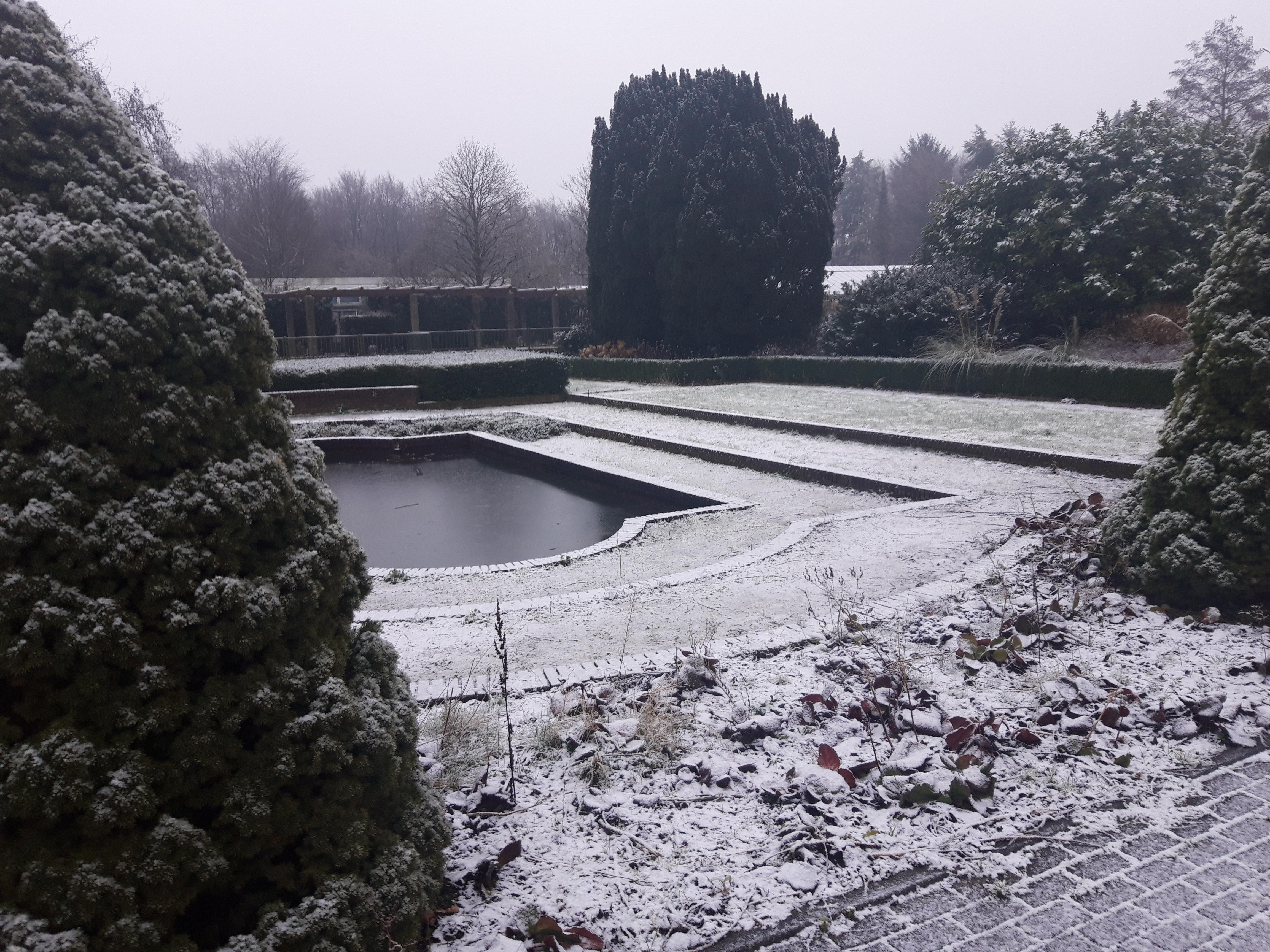
De Franse tuin in de winter

Naast een sortimentstuin zijn er van oudsher verschillende thema-tuinen ontwikkeld. Iedere directeur zette zo zijn stempel op deze ontwikkelingen. Naast gebruikstuinen voor bloemen-, groente- en fruitteelt zijn er vanaf het begin ook landschapstuinen gemaakt. Al in de 1893 is er door de eerste directeur van de school, A.C. Ide, een Franse tuin aangelegd in de stijl van André le Nôtre. Typerend zijn de strakke geometrische lijnen en de vijver in het midden. Ook al in 1884 de Perenallee aangelegd, dit is het oudste perenlaantje van Nederland. Van de 100 bomen in de laan dateren nog een aantal leiperen uit de tijd van de aanleg. Ook is er een Engelse tuin, met een groot gazon omringd door borders, heesters en bomen. In 1908 werd een rotstuin gerealiseerd. Deze tuin maakte later plaats voor het bos met stinsenplanten. Ook is er een veenplas.

## Stichting Tuinbouwschooltuin Frederiksoord
De tuinen raakten na de sluiting van de school in 2005 ernstig in verval. In 2020 werd de 'Stichting Tuinbouwschooltuin Frederiksoord' opgericht die ijvert voor het behoud. Doel is om de tuinen duurzaam te herstellen, te onderhouden en weer open te stellen voor publiek. Ook worden er culturele en kunstprojecten gerealiseerd in de tuinen. In het oude hoofdgebouw van de school heeft een groep kunstenaars haar atelier. Er zijn innovatieve, circulaire organisaties en bedrijven actief in het schoolgebouw en de kassen. Ook is er een voedseltuin. Tientallen vrijwilligers, waaronder een 'groenteam' dat bestaat uit oud-docenten van de school, zijn bezig de verwaarloosde tuinen op te knappen en te vernieuwen.